# Basilique Notre-Dame-de-la-Trinité de Blois
Pour les articles homonymes, voir Basilique Notre-Dame et Notre-Dame.
La basilique Notre-Dame-de-la-Trinité de Blois est une basilique catholique située à Blois, dans le département français du Loir-et-Cher, en France.
Classée en 1996 au titre des monuments historiques, elle bénéficie en outre du label « Patrimoine du XXe siècle »,.

## Histoire

### Genèse du projet
Au début du XXe siècle, l'essor de la dévotion à Notre-Dame-de-la-Trinité est né du désir apostolique du père Jean-Baptiste, frère capucin du couvent de Blois. Il consacra toute sa vie à la prédication et à l'extension de la prière des trois Ave Maria. Les tracts qu'il rédige en plusieurs langues connaissent une grande diffusion[réf. nécessaire]. Lui succéda le père Clovis. Il étudia et fit connaître le fondement théologique de la dévotion mariale des trois Ave Maria, qui trouva son expression dans le titre de Notre-Dame-de-la-Trinité. En 1921, le Pape Benoît XV approuve « l'Archiconfrérie des 3 Ave Maria ». L'œuvre recevait la mission de diffuser cette dévotion. Le père Clovis lançait alors le projet d'une église qui en soit le digne centre international. Il ouvrit une souscription. Il fut un artisan convaincu de la construction de l'édifice[réf. nécessaire].

### Édification
Le commencement des travaux en 1932 est à l'origine d'un contentieux suffisamment sérieux pour expliquer une interruption du chantier. Sa reprise après juin 1935 seulement a lieu sous la conduite d'un jeune architecte de 29 ans, Paul Rouvière (1906–1939), qui imprime sa marque à l'édifice, Charles-Henri Besnard ayant été démis. La revue L'Art sacré y consacre un plein sujet au cours de l'année 1938. Le gros œuvre est achevé au moment de la mort de Rouvière, avant la déclaration de guerre de 1939.
Du fait de l'Occupation, le chantier ne peut reprendre qu'en 1946 avec un troisième et dernier architecte, Yves-Marie Froidevaux qui se consacre à parachever la décoration intérieure. La consécration eut lieu en 1949. À l'élan du fondateur, à l'approfondissement doctrinal apporté par son successeur est venu s'ajouter le sens de l'organisation du père Grégoire, qui acheva le sanctuaire et obtint que le pape Pie XII, en 1956, érige l'église en basilique mineure.

## Architecture

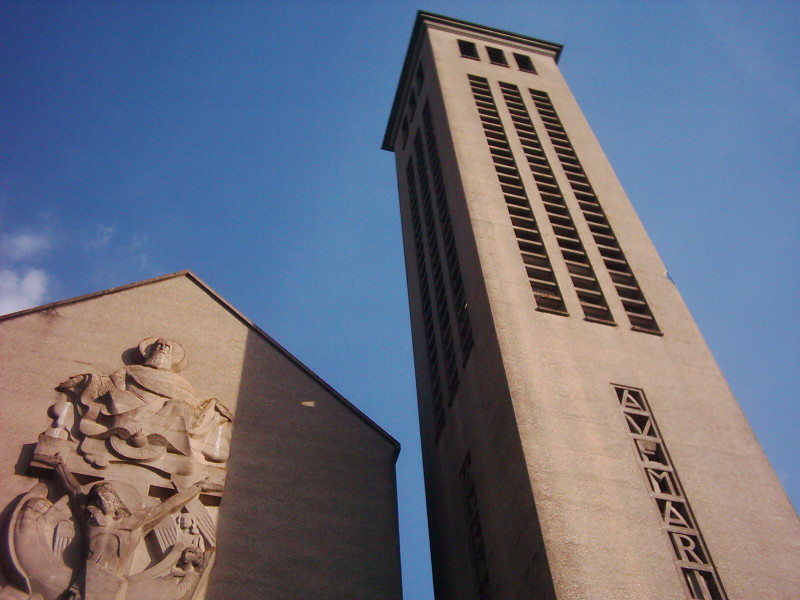
Façade de la basilique, avec le clocher.

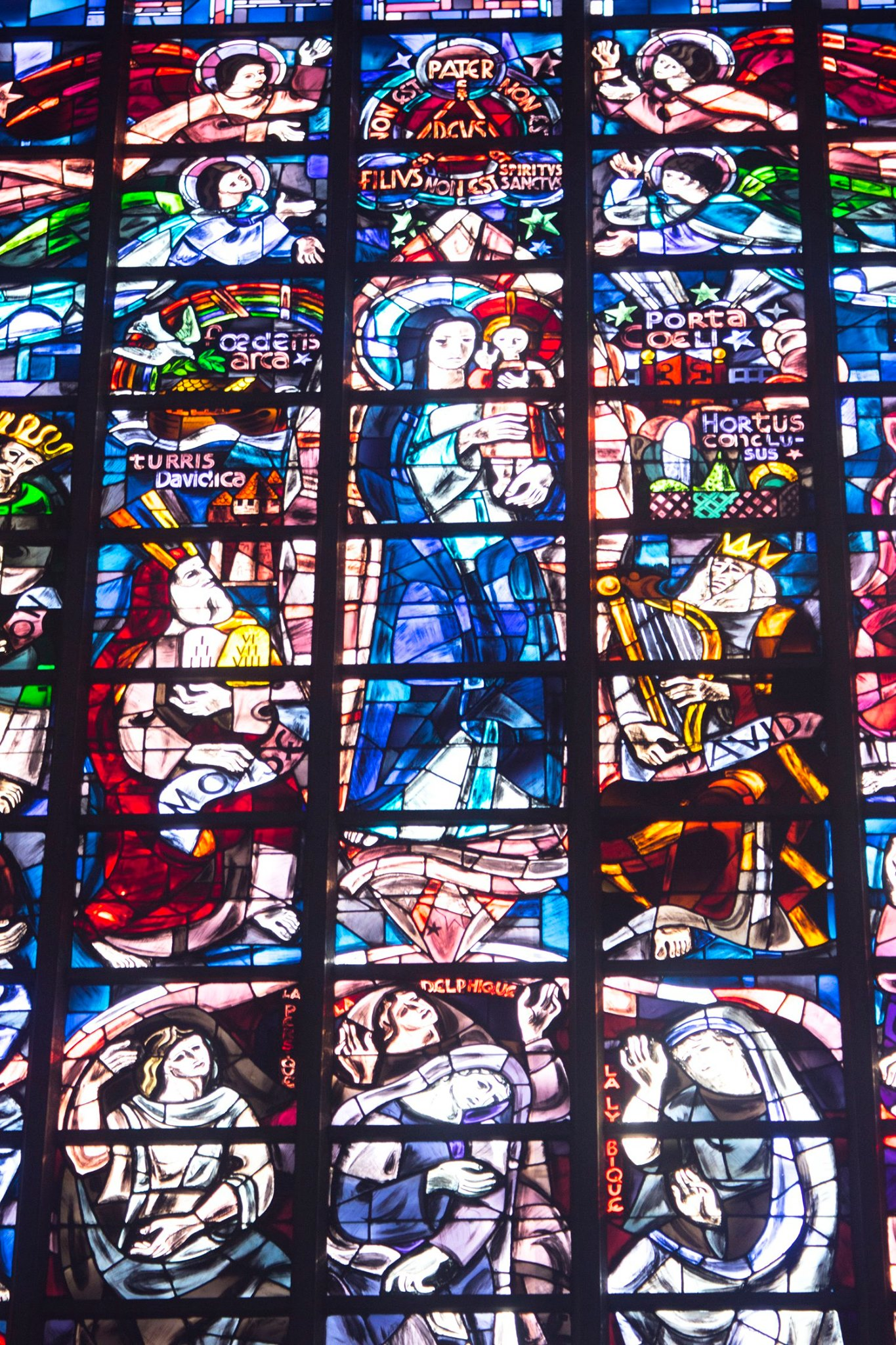
Un vitrail de la basilique.

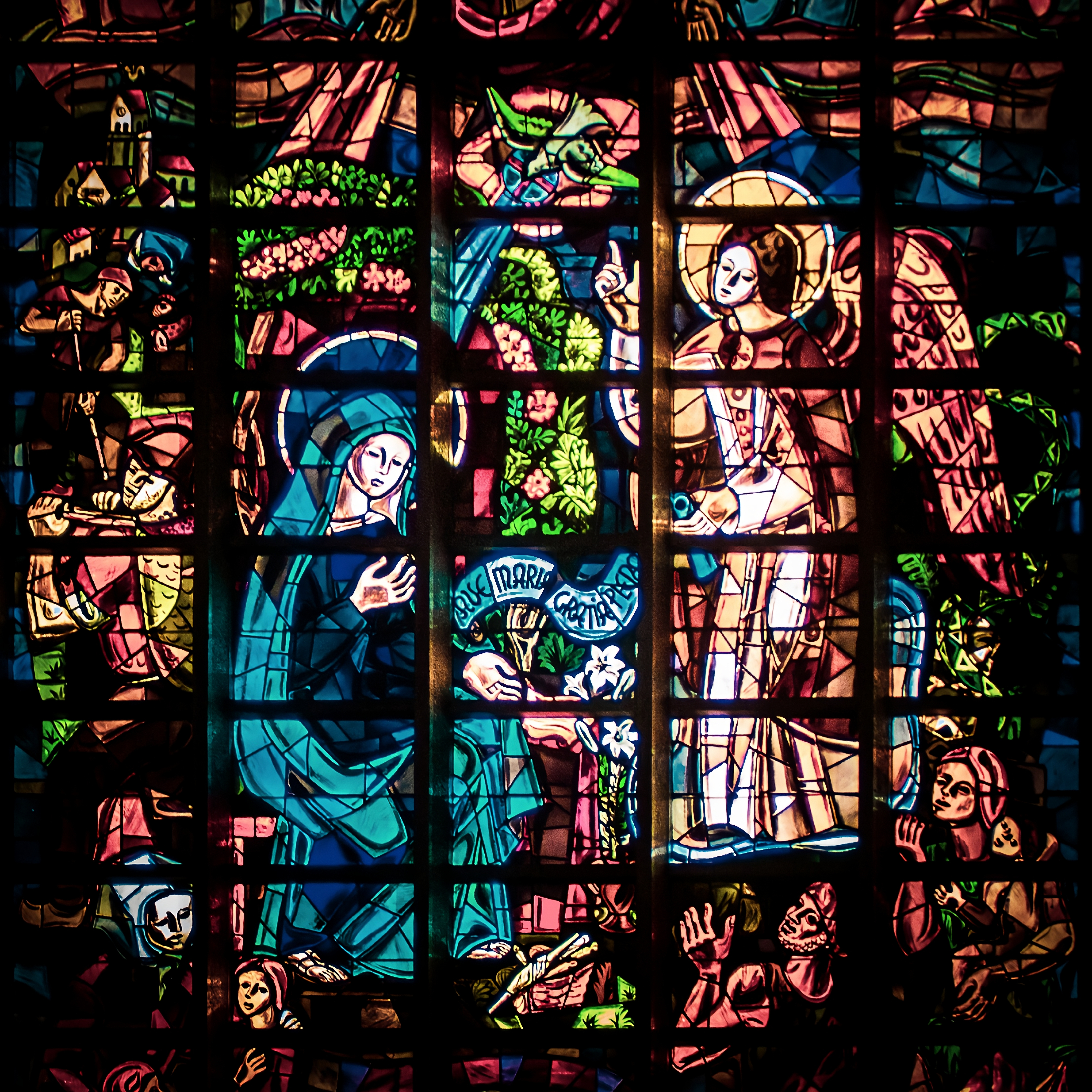
Vitrail de l'Annonciation.

La basilique Notre-Dame-de-la-Trinité présente une grande homogénéité architecturale et décorative : elle est considérée comme un édifice majeur de l'art sacré de l'entre-deux-guerres. Son clocher s'élève à 60 m. Paul Rouvière a recours au système Hennebique pour le gros œuvre. En façade, crucifixion surmonté de Dieu le Père, sculpture des frères Martel.
Illustrant les mystères de Marie dans l'histoire du salut, au cœur de la Trinité, les 14 grandes verrières sont l'œuvre des maîtres verriers, partenaires habituels Louis Barillet, Jacques Le Chevallier et Théo Hanssen. La mosaïque de la voûte au-dessus du maître autel vient clore la catéchèse développée dans les verrières de la nef. De chaque côté de la nef à mi-hauteur se déroule une frise sculptée monumentale, œuvre du sculpteur Jean Lambert-Rucki, qui est le Chemin de croix de la basilique. Les mosaïques du plafond sont l'œuvre de Marthe Flandrin.
La basilique dans son ensemble (dont les vitraux réalisés par l'atelier Barillet), ainsi que le cloître, les galeries et le préau, les bâtiments conventuels sont classés au titre des monuments historiques par arrêté du 28 novembre 1996,.
L'ensemble du domaine, comprenant la basilique, le couvent des frères capucins, le foyer (pour l'hébergement et la restauration) et un vaste parc, est un important centre de pèlerinage marial et franciscain.